# Город Неспящих
Музичний гурт «Город Неспящих» - рок-гурт,  заснований у м. Херсон, в арт-клубі «Шаде». Виступають в клубах, барах, на квартирниках, беруть участь у фестивалях та конкурсах. Організовують власні концерти у тому числі й благодійні.
Рік заснування: 2008.
Жанр: рок.
Мова виконання пісень: українська, російська, білоруська.
Музичні інструменти: скрипка, гітара, бас-гітара, баян, рояль, ударна установка, губна гармоніка, тамбурин, шейкер.
Засновники: Костянтин Рейстровий, Олег Янушкевич .
Звукорежисер запису дебютного альбому: Максим Гордашевський
Із 2009 року гурт починає співпрацю з Херсонським обласним академічним музично-драматичним театром імені Миколи Куліша. І під керівництвом режисера Сергія Павлюка створюють музичну виставу за мотивами «Моцарт і Сальєрі» О. С. Пушкіна. Прем’єра під назвою «Жаба» відбулася 14 жовтня 2009 року. Навесні 2010 року вистава отримала дві нагороди: премія «Успіх» за оригінальне музичне рішення та диплом фестивалю «Мельпомена Таврії».
8 грудня 2018 року у Херсонскому Палаці Молоді відбувся ювілейний концерт з нагоди 10-річчя гурту. Через деякий час, гурт покидає один із засновників - Костянтин Рейстровий.
Гурт продовжує творчість, у оновленому складі.
Склад гурту:
Олег Янушкевич - скрипка, вокал, гітара
Максим Савчук - вокал, гітара
Олександр Чумаченко - баян
Діана Янушкевич - клавіші
Олександр Педан - бас гітара, вокал
Костянтин Шевченко - ударні
Колишні учасники:
Костянтин Рейстровий - вокал, гітара
Артур Глушков - ударні